# Vlag van Rio Grande do Sul

Vlag van Rio Grande do Sul met wapen

Vlag van Rio Grande do Sul zonder wapen

De vlag van Rio Grande do Sul bestaat uit twee driehoeken in de kleuren groen (linksboven) en geel (linksonder), die van elkaar gescheiden worden door een brede rode diagonale band, waarin het wapen van Rio Grande do Sul staat.
De kleuren hebben elk een symbolische betekenis: groen staat voor de bossen, geel voor rechtvaardigheid en rood voor het bloed dat tijdens de Lompenoorlog is vergoten. Deze oorlog was een burgeroorlog, die duurde van 1835 tot 1845. In het zuiden van Brazilië kwamen republikeinse troepen in opstand tegen keizer Peter II; zij riepen in 1836 de Republiek Piratini uit en namen onderstaande groen-rood-gele vlag (zonder wapen) in gebruik als de vlag van de Republiek Piratini. In 1845 werden zij verslagen.
Het gebruik is bevestigd in 1947. Op 5 januari 1966 werd de vlag officieel aangenomen door de deelstaat Rio Grande do Sul en werd het wapen van de deelstaat in het midden van de vlag geplaatst. De versie zonder wapen is echter ook toegestaan.